# 亚历山大·费迪南·恩根代
亚历山大-费迪南·恩根代（法語：Alexandre-Ferdinand N'Guendet；1972年5月23日—）是中非共和國政治人物，自2013年開始便擔任中非共和國全國過渡委員會主席。而在2014年1月時，他則曾經簡短地代理過中非共和國總統。

## 外部連結
- Site officiel du président du Conseil national de transition

1. ↑  . rfi.fr. 2015-12-22  [2023-09-25]. （原始内容存档于2017-06-19） （French）.